# Ron Backes
Ron Backes (Estados Unidos, 19 de febrero de 1963) es un atleta estadounidense retirado especializado en la prueba de lanzamiento de peso, en la que consiguió ser medallista de bronce mundial en pista cubierta en 1991.

## Carrera deportiva
En el Campeonato Mundial de Atletismo en Pista Cubierta de 1991 ganó la medalla de bronce en el lanzamiento de peso, con una marca de 20.06 metros, tras el suizo Werner Günthör (oro con 21.17 metros) y el austriaco Klaus Bodenmüller (plata con 20.42 metros).